# آنکیسابه
آنکیسابه (به لاتین: Ankisabe) یک منطقهٔ مسکونی در ماداگاسکار است که در سوآناندریان واقع شده‌است. آنکیسابه ۱۵٬۰۰۰ نفر جمعیت دارد و ۹۳۵ متر بالاتر از سطح دریا واقع شده‌است.